# Кладенци (Добричская область)
Кладенци (болг. Кладенци) — село в Болгарии. Находится в Добричской области, входит в общину Тервел. Население составляет 154 человека.

## Политическая ситуация
Кмет (мэр) общины Тервел —  Живко Жеков Георгиев (Болгарская социалистическая партия (БСП)) по результатам выборов в правление общины.